# كرة القدم في دورة الألعاب الآسيوية 2002 – بطولة السيدات
شهدت دورة الألعاب الآسيوية 2002، التي أُقيمت في مدينة بوسان بكوريا الجنوبية، منافسات قوية في كرة القدم النسائية، وذلك في الفترة من 2 إلى 11 أكتوبر 2002. وقد شكلت هذه البطولة جزءًا من فعاليات الدورة الآسيوية الأوسع.

## الملاعب
احتضنت أربعة ملاعب مباريات البطولة، موزعةً على النحو التالي:
| بوسان         | تشانغوون      | تشانغوون      | يانغسان       |
| ------------- | ------------- | ------------- | ------------- |
| ملعب غوديوك   | ملعب تشانغوون | ملعب ماسان    | ملعب يانغسان  |
| السعة: 12,349 | السعة: 27,085 | السعة: 21,484 | السعة: 22,061 |
|               |               |               |               |

## النتائج
جميع المباريات بتوقيت كوريا الرسمي (ت ع م+09:00)
| م | الفريق         | لعب | ف | ت | خ | أ.له | أ.ع | أ.ف | نقاط |
| - | -------------- | --- | - | - | - | ---- | --- | --- | ---- |
| 1 | كوريا الشمالية | 5   | 4 | 1 | 0 | 8    | 0   | +8  | 13   |
| 2 | الصين          | 5   | 3 | 2 | 0 | 11   | 3   | +8  | 11   |
| 3 | اليابان        | 5   | 3 | 1 | 1 | 8    | 3   | +5  | 10   |
| 4 | كوريا الجنوبية | 5   | 2 | 0 | 3 | 6    | 8   | −2  | 6    |
| 5 | تايبيه الصينية | 5   | 0 | 1 | 4 | 2    | 7   | −5  | 1    |
| 6 | فيتنام         | 5   | 0 | 1 | 4 | 2    | 16  | −14 | 1    |

| كوريا الجنوبية                                                                                             | 4–0 | فيتنام |
| --- | --- | ------ |
| هوانغ إن-سون [الإنجليزية] 17' · كواك مي-هي [الإنجليزية] 31' · لي جي-يون [الإنجليزية] 43' · تشا سونغ-مي 55' |     |        |

| تايبيه الصينية | 0–1 | الصين                     |
| -------------- | --- | ------------------------- |
|                |     | فان يونجي [الإنجليزية] 4' |

| اليابان | 0–1 | كوريا الشمالية                |
| ------- | --- | ----------------------------- |
|         |     | جين بيول-هوي [الإنجليزية] 87' |

| اليابان                               | 3–0 | فيتنام |
| ------------------------------------- | --- | ------ |
| ميو أوتاني 23'، 43' · هوماري ساوا 89' |     |        |

| تايبيه الصينية                  | 1–2 | كوريا الجنوبية                                      |
| ------------------------------- | --- | --------------------------------------------------- |
| تشين شو-تشيونغ [الإنجليزية] 50' |     | هونغ كيونغ-سوك [الإنجليزية] 25' · جونغ جونغ-سوك 48' |

| كوريا الشمالية | 0–0 | الصين |
| -------------- | --- | ----- |
|                |     |       |

| كوريا الجنوبية | 0–1 | اليابان         |
| -------------- | --- | --------------- |
|                |     | هوماري ساوا 15' |

| الصين                                                                       | 4–1 | فيتنام              |
| --------------------------------------------------------------------------- | --- | ------------------- |
| رين ليبينغ [الإنجليزية] 3'، 46' · غاو هونغشيا [الإنجليزية] 16' · باي جي 53' |     | Quách Thanh Mai 19' |

| تايبيه الصينية | 0–1 | كوريا الشمالية                |
| -------------- | --- | ----------------------------- |
|                |     | ري هيانغ-أوك [الإنجليزية] 55' |

| تايبيه الصينية                  | 1–1 | فيتنام                           |
| ------------------------------- | --- | -------------------------------- |
| تشين شو-تشيونغ [الإنجليزية] 88' |     | دوان ثي كيم تشي [الإنجليزية] 70' |

| الصين           | 2–2 | اليابان                              |
| --------------- | --- | ------------------------------------ |
| باي جي 48'، 56' |     | تومومي مياموتو 19' · هوماري ساوا 28' |

| كوريا الشمالية                                                | 2–0 | كوريا الجنوبية |
| ------------------------------------------------------------- | --- | -------------- |
| ري هيانغ-أوك [الإنجليزية] 26' · جين بيول-هوي [الإنجليزية] 36' |     |                |

| فيتنام | 0–4 | كوريا الشمالية                                                                                   |
| ------ | --- | ------------------------------------------------------------------------------------------------ |
|        |     | جين بيول-هوي [الإنجليزية] 17'، 43' · ري كوم سوك [الإنجليزية] 65' · يون يونغ-هوي [الإنجليزية] 74' |

| تايبيه الصينية | 0–2 | اليابان                               |
| -------------- | --- | ------------------------------------- |
|                |     | يايوي كوباياشي 11' · يوكا ميازاكي 14' |

| كوريا الجنوبية | 0–4 | الصين                                                                                 |
| -------------- | --- | ------------------------------------------------------------------------------------- |
|                |     | لي جي 14' · تشاو لى هونغ 64' · رين ليبينغ [الإنجليزية] 69' · منغ جون [الإنجليزية] 85' |

## الهدافون
عدد الأهداف المُسجلة  37 هدفًا  في 15 مباراة، بمتوسط 2.47 هدفًا في المباراة الواحدة.
4 أهداف
- جين بيول-هوي [الإنجليزية] (كوريا الشمالية)

3 أهداف
- باي جي (الصين)
- رين ليبينغ [الإنجليزية] (الصين)
- هوماري ساوا (اليابان)

هدفان
- ميو أوتاني (اليابان)
- ري هيانغ-أوك [الإنجليزية] (كوريا الشمالية)
- تشين شو-تشيونغ [الإنجليزية] (تايبيه الصينية)

هدف
- فان يونجي [الإنجليزية] (الصين)
- غاو هونغشيا [الإنجليزية] (الصين)
- لي جي (الصين)
- منغ جون [الإنجليزية] (الصين)
- تشاو لى هونغ [الإنجليزية] (الصين)
- يايوي كوباياشي (اليابان)
- تومومي مياموتو (اليابان)
- يوكا ميازاكي (اليابان)
- تشا سونغ-مي (كوريا الجنوبية)
- هونغ كيونغ-سوك [الإنجليزية] (كوريا الجنوبية)
- هوانغ إن-سون [الإنجليزية] (كوريا الجنوبية)
- جونغ جونغ-سوك (كوريا الجنوبية)
- كواك مي-هي [الإنجليزية] (كوريا الجنوبية)
- لي جي-يون [الإنجليزية] (كوريا الجنوبية)
- ري كوم سوك [الإنجليزية] (كوريا الشمالية)
- يون يونغ-هوي [الإنجليزية] (كوريا الشمالية)
- دوان ثي كيم تشي [الإنجليزية] (فيتنام)
- Quách Thanh Mai (فيتنام)

## الترتيب النهائي
توجت كوريا الشمالية بلقب البطولة، وجاءت الصين في المركز الثاني، فيما حلت اليابان ثالثةً.
| المركز | الفريق         | لعب | ف | ت | خ | له | عليه | ف.أ | نقاط |
| ------ | -------------- | --- | - | - | - | -- | ---- | --- | ---- |
| الأول  | كوريا الشمالية | 5   | 4 | 1 | 0 | 8  | 0    | +8  | 13   |
| الثاني | الصين          | 5   | 3 | 2 | 0 | 11 | 3    | +8  | 11   |
| الثالث | اليابان        | 5   | 3 | 1 | 1 | 8  | 3    | +5  | 10   |
| 4      | كوريا الجنوبية | 5   | 2 | 0 | 3 | 6  | 8    | −2  | 6    |
| 5      | تايبيه الصينية | 5   | 0 | 1 | 4 | 2  | 7    | −5  | 1    |
| 6      | فيتنام         | 5   | 0 | 1 | 4 | 2  | 16   | −14 | 1    |

## روابط خارجية
- الموقع الرسمي